# ليتل بوب
ليتل بوب (بالفرنسية: Little Bob)‏ هو موسيقي ومغني وكاتب أغاني فرنسي، ولد في 10 مايو 1945 في ألساندريا في إيطاليا.

## وصلات خارجية
- الموقع الرسمي
- ليتل بوب على موقع IMDb (الإنجليزية)
- ليتل بوب على موقع ألو سيني (الفرنسية)
- ليتل بوب على موقع ألو سيني (الفرنسية)
- ليتل بوب على موقع ميوزك برينز (الإنجليزية)
- ليتل بوب على موقع أول موفي (الإنجليزية)
- ليتل بوب على موقع قاعدة بيانات الأفلام السويدية (السويدية)
- ليتل بوب على موقع ديسكوغز (الإنجليزية)
- ليتل بوب على موقع ديسكوغز (الإنجليزية)
- ليتل بوب على موقع قاعدة بيانات الفيلم (الإنجليزية)
- ليتل بوب على موقع كينوبويسك (الروسية)